# Hercílio Deeke
Hercílio Artur Oscar Deeke (Ibirama, 15 de julho de 1910 – Blumenau, 19 de setembro de 1977) foi um advogado e político brasileiro.

## Vida
Filho de José Deeke e de Emma Maria Rischbieter Deeke.

### Carreira
Foi prefeito de Blumenau entre 1951—1956 e 1961—1966.
Foi deputado federal na 40ª legislatura (1955 — 1959), eleito pela União Democrática Nacional (UDN).